# Аргументы максимизации и минимизации
Аргуме́нт максимиза́ции (argmax или arg max) — значение аргумента, при котором данное выражение достигает максимума. Другими словами, {\displaystyle {\underset {x}{\operatorname {argmax} }}\,f(x)} — есть значение {\displaystyle x}, при котором {\displaystyle f(x)} достигает своего наибольшего значения. Является решением задачи максимизации функции конечного числа аргументов :
{\displaystyle {\underset {x}{\operatorname {argmax} }}\,f(x)\quad \in \quad \{x\ |\ \forall y:f(y)\leq f(x)\}}.
Аргумент максимизации определяется единственным образом тогда и только тогда, когда максимум достигается в единственной точке:
{\displaystyle x_{0}={\underset {x}{\operatorname {argmax} }}\,f(x)\Leftrightarrow \max f(x)=f(x_{0})}.
Если же максимум достигается в нескольких точках, то argmax может быть расширен до набора решений.
Аргуме́нт минимиза́ции (argmin или arg min) — аргумент, при котором данное выражение достигает минимума:
{\displaystyle {\underset {x}{\operatorname {argmin} }}\,f(x)\quad \in \quad \{x\ |\ \forall y:f(y)\geq f(x)\}}.

## Примеры
- {\displaystyle {\underset {x\in \mathbb {R} }{\operatorname {argmax} }}(x(10-x))=5}, так как максимум функции, равный 25, достигается при {\displaystyle x=5};
- {\displaystyle {\underset {x\in [0,4\pi ]}{\operatorname {argmax} }}\,\cos(x)\in \{0,2\pi ,4\pi \}}, так как {\displaystyle \max {\cos x}=1} на отрезке {\displaystyle [0,4\pi ]} достигается при {\displaystyle x=0,2\pi ,4\pi }.